# 63-я горнострелковая дивизия
63-я горнострелковая дивизия, 2-я Грузинская стрелковая дивизия, 63-я ордена Красной Звезды горнострелковая дивизия имени Михаила Васильевича Фрунзе. — воинское соединение РККА, принимавшее участие в Великой Отечественной войне. Участвовала в Иранской операции, в Керченско-Феодосийской десантной операции, в Боевых действиях на Керченском полуострове и в Керченской оборонительной операции, в результате которой была разгромлена. Повторно не формировалась.
Боевой период — с 25 декабря 1941 года по 14 июня 1942 год.

## История

### От формирования до начала войны.
Была сформирована как 2-я Грузинская стрелковая дивизия, согласно приказу войскам Кавказской Краснознамённой армии № 195/18, от 22 апреля 1924 года из состава жителей Кавказа численностью 5645 человек личного состава (л/с). В ноябре 1924 года дивизия перешла на территориальное положение (имела 2150 человек л/с), в 1931 году после реорганизации армии — на штаты горнострелковой дивизии. Приказом РВС СССР № 219, от 29 апреля 1927 года, дивизии было присвоено имя М. В. Фрунзе — 2-я Грузинская стрелковая дивизия имени товарища Фрунзе, в 1936 году новый войсковой номер — 63-й (приказ Наркома Обороны СССР № 072, от 21 мая 1936 года) и стала — 63-й грузинской горнострелковой дивизией имени товарища Фрунзе.
Награждена орденом Красной Звезды (1936 год) в ознаменование 15-летия Советской Социалистической Республики Грузии и за выдающиеся успехи (объявлено приказом НКО СССР № 23 от 24 февраля 1396 года)
Постановлением ЦК ВКП(б) и СНК СССР от 7 марта 1938 года и приказом Наркома обороны СССР от 16 апреля того же года была установлена единая система комплектования Красной Армии. Все национальные части должны были быть переформированы на основе экстерриториального принципа, с сохранением их номера, но без указания национальной принадлежности. В результате этого 5 мая 1938 года дивизия стала именоваться — 63-й горнострелковой дивизией.
Входила в состав Кавказской Краснознамённой армии (апрель 1924 года — май 1935 года), с мая 1935 года — в ЗакВО.
Штатная численность личного состава, в конце 1940 года — 14 163 человека личного состава. Дислокация — город Кировакан.

### Иранская операция
С 25 августа 1941 года дивизия приняла участие в оккупации северного Ирана. Она действовала в составе 47-й армии.
63-я горнострелковая дивизия (командир: генерал-майор А. М. Крупников, комиссар дививизии: полковой комиссар А. П. Очкин, начальник штаба: майор Кравченко)
- 63 горнострелковый полк
- 93 горнострелковый полк
- 207 горнострелковый полк
- 291 горнострелковый полк
- 53 отдельный кавалерийский эскадрон
- 73 отдельный танковый батальон
- 13 мотоциклетный полк
- 26 артиллерийский полк
- 273 противотанковый батальон
- 477 гаубичный артиллерийский полк
- 347 озад
- 51 отдельный батальон связи
- 170 сапёрный батальон
- 400 авторота
- 33 арт парковый дивизион
- 116 медсанбат
- 20 хлебозавод
- 140 дарм
- 262 парам
- 230 полевая касса Госбанка
- ? полевая почтовая станция

Планировалось активными наступательными действиями частей 47-й армии, действовавшей по направлениям: Джульфа — Хой, Джульфа — Тебриз, в обход Даридизского ущелья, и Астара — Ардебиль, взять под контроль Тебризскую ветвь Трансиранской железной дороги, а также территории между Нахичеванью и Хоем. Иранские войска оказывали слабое сопротивление, а потом получили приказ шаха Резы Пехлеви сдаться. В сентябре дивизия располагалась в районе Маку, Мухури, Маргиан.
К. М. Симонов в дневниках:
Как мне кажется, Иранский поход был для Закавказского фронта своего рода психологическим несчастьем, потому что у людей, которые до начала этого похода ещё не участвовали в нынешней войне, создалось совершенно превратное первое впечатление о том, что такое военные действия. И некоторые из них потом расплачивались за это в Крыму.
Разные дни войны. Дневник писателя, т. 2. 1942—1945 годы
23 августа 47-я армия была включена в состав Закавказского фронта, 30 декабря преобразованного в Кавказский фронт, и до конца года выполняла задачи по прикрытию государственной границы.

### Крымский фронт
В декабре этого же года 63 гсд была переброшена в район Туапсе и в составе 44-й армии приняла участие в Керченско-Феодосийской десантной операции. 28 декабря 1941 года она (без одного полка) была погружена в Новороссийске на второй отряд транспортов и 29-го числа высадилась с кораблей в Феодосии. В январе 1942 года силами 226-го горнострелкового полка приняла участие в Судакском десанте.
В январе 1942 года в результате боёв в районе Феодосии и Судака понесла большие потери. В начале мая 1942 года дивизия находилась на южном фланге Крымского фронта на Парпачском перешейке, прикрывая район дороги Феодосия-Керчь.
Тут боевые действия 3 месяца носили позиционный характер.
Мнение К. М. Симонова, посетившего Крымский фронт за 2 месяца до трагедии:
Катастрофа произошла через два месяца после того, как я уехал отсюда, из Керчи после неё, задним числом, мне можно и не поверить, но тогда, когда я возвращался из армии сначала в Керчь, а потом в Москву после зрелища бездарно и бессмысленно напиханных вплотную к передовой войск и после связанной со всем этим бестолковщины, которую я видел во время нашего неудачного наступления, у меня возникло тяжёлое предчувствие, что здесь может случиться что-то очень плохое.

Войск было повсюду вблизи передовой так много, что само их количество как-то ослабляло чувство бдительности. Никто не укреплялся, никто не рыл окопов. Не только на передовой, на линии фронта, но и в тылу ничего не предпринималось на случай возможных активных действий противника.

Разные дни войны. Дневник писателя, т. 2. 1942—1945 годы.

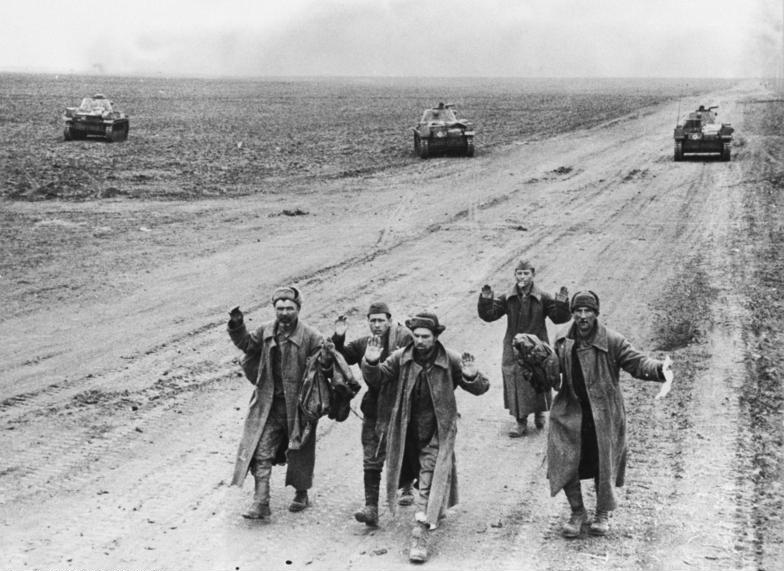
Советские солдаты сдаются в плен в полосе наступления 22-й танковой дивизии.

Прибрежная частично заболоченная полоса не считалась угрожаемым участком. Однако по плану операции «Охота на дроф» Э. Майнштейна этот район оказался в полосе главного удара немецко-румынских войск. Кроме ударов авиации и фронтального наступления, в тылу дивизии был высажен немецкий шлюпочный-катерный десант силами одного батальона 436-го пехотного полка 132-й пехотной дивизии, что усилило общую панику и дезорганизацию. Штабы 44-й армии и Крымского фронта потеряли управление войсками на 2-3 день немецкого наступления.
Остатки частей дивизии отходили по направлению к Узунларскому рубежу и далее на Керчь, оборона переправы отступавших частей была слабо организована. Основные силы дивизии прекратили своё существование в окружении на Керченском полуострове. Ещё до полного отступления из Крыма, в ходе поиска виновных 13 мая 1942 года последний командир дивизии, полковник М. В. Виноградов, был арестован и находился под следствием, но впоследствии был оправдан.
Официально дивизия была расформирована 14 июня 1942 года.

## Состав
- управление (штаб)
- 63-й горнострелковый полк
- 251-й горнострелковый полк
- 291-й горнострелковый полк
- 346-й горнострелковый полк
- 26-й артиллерийский полк
- 76-й отдельный истребительно-противотанковый дивизион
- 273-я зенитная артиллерийская батарея (347-й отдельный зенитный артиллерийский дивизион)
- 53-й кавалерийский эскадрон
- 170-й сапёрный батальон
- 51-й отдельный батальон связи
- 116-й медико-санитарный батальон
- 33-й артиллерийский парковый дивизион
- 283-я отдельная рота химзащиты
- 400-я автотранспортная рота
- 20-й полевой автохлебозавод
- 230-я полевая касса Госбанка

## В составе
| Дата       | Фронт (округ)              | Армия      | Корпус (группа)       |
| ---------- | -------------------------- | ---------- | --------------------- |
| 22.06.1941 | Закавказский военный округ | —          | —                     |
| 01.07.1941 | Закавказский военный округ | —          | —                     |
| 10.07.1941 | Закавказский военный округ | —          | —                     |
| 01.08.1941 | Закавказский военный округ | 47-я армия | —                     |
| 01.09.1941 | Закавказский фронт         | 47-я армия | —                     |
| 01.10.1941 | Закавказский фронт         | 47-я армия | —                     |
| 01.11.1941 | Закавказский фронт         | 47-я армия | —                     |
| 01.12.1941 | Закавказский фронт         | 47-я армия | —                     |
| 01.01.1942 | Кавказский фронт           | 44-я армия | 9-й стрелковый корпус |
| 01.02.1942 | Крымский фронт             | 44-я армия | —                     |
| 01.03.1942 | Крымский фронт             | 44-я армия | —                     |
| 01.04.1942 | Крымский фронт             | 44-я армия | —                     |
| 01.05.1942 | Крымский фронт             | 44-я армия | —                     |

## Командиры
- Агниашвили Петр Семенович (26.03.1925 — 31.01.1928)
- Тухарели, Георгий Александрович  (1930 — 1931)
- Буачидзе, Фёдор Моисеевич (1931 — 07.1937), комдив с 22.09.1935
- Леселидзе, Константин Николаевич (07.1937 — 06.1938), полковник
- Крупников, Александр Маркович (09.05.1940 — 28.09.1941), комбриг, с 04.06.1940 — генерал-майор
- Закиян, Семён Георгиевич (29.09.1941 — 25.12.1941), полковник
- Циндзеневский, Пётр Яковлевич (26.12.1941 — 24.02.1942), подполковник
- Виноградов, Матвей Васильевич (25.02.1942 — 11.05.1942), полковник
- Людников, Иван Ильич (13.05.1942 — 18.05.1942), врид, полковник[8]

## Люди, связанные с дивизией
- Казишвили, Михаил Зурабович (1899—1944) — советский военачальник, полковник. В 1937—1938 гг. командовал артиллерийским полком дивизии.